# 唯是震一
唯是 震一（ゆいぜ しんいち、1923年10月30日 - 2015年1月5日）は、日本の邦楽作曲家、筝曲家（生田流）。妻は筝曲家の中島靖子。

## 経歴
北海道深川市生まれ。父親は尺八奏者、母親は筝曲家。農業経済学者の唯是康彦は従弟。3歳から生田流筝曲を学ぶ。小樽高等商業学校（現・小樽商科大学）卒業後、一度就職するが、間もなく退職し、東京音楽学校邦楽科に入学。宮城道雄に師事する。その後、後身の東京藝術大学に楽理科が設置されると転科し、在学中の1952年、邦楽コンクール（東京新聞社主催）で第1位・文部大臣賞を受賞。
卒業後の1953年から2年間、コロンビア大学でヘンリー・カウエルに師事。この間クックレーベルからレコード『日本の琴』をリリース。1955年には、ストコフスキー指揮のニューヨーク・フィルハーモニーとの共演で、《春の海》を演奏し、国際的にも知られるようになる。1959年の帰国後は、毎年国内で新作発表会を開催。1962年にはトニー・スコット、山本邦山との共演のアルバム『禅の音楽』をヴァーヴからリリース。1964年からはロックフェラー財団の招きで2年間、コロンビア大学芸術科の講師をつとめる。
1970年からは毎年リサイタルを開催する一方、唯是震一合奏団を指揮して海外でも活躍。ユネスコ世界音楽祭・テヘラン国際音楽祭など、数多くの国際的なイベントにも招待される。1985年頃から皮膚病を患うが克服し、現在も旺盛な創作・演奏活動を行う傍ら、唯是音楽スタジオを主宰して後進の指導にも当たっている。正派邦楽会理事、現代邦楽作曲家連盟会長。
代表作に、北海道百年記念に作った《石狩川》などがある。また、竹久夢二の絵画に着想を得た《組曲「長崎十二景」》は、坂東玉三郎によって舞踊化され、何度も演じられている。
多くの作品が、『唯是震一の音楽』（10枚組、CBSソニー、1995年）などのCDにまとめられている。著書に『私の半生記』がある。
2015年1月5日、有棘細胞がんのため死去。91歳没。

## 栄典
- 1988年 紫綬褒章
- 1995年 勲四等旭日小綬章
- 2007年 日本芸術院賞
- 岩手県遠野市名誉市民

## 主な作品

### 純邦楽
- 神仙調舞曲（1951年）
- 箏とオーケストラのための小協奏曲（1952年）
- 主題と変奏（1953年）
- 箏とオーケストラのための協奏曲風六段（1954年）
- 箏・打楽器とオーケストラのためのカプリチオ（1954年）
- 筝協奏曲第二番（1956年）
- 尺八と筝のための協奏曲第三番（1959年）
- 十七弦と箏群のための協奏曲第四番（1960年）
- 三弦、尺八とオーケストラのための協奏曲第五番（1964年）
- 合奏協奏曲第六番（1964年）
- 協奏曲第七番「天平」（1964年）
- 協奏曲第八番 「流転」
- 合奏組曲「石狩川」（1968年）
- 箏と三弦独奏と管弦の爲の協奏曲第十番
- 筝独奏の為の前奏曲
- 筝独奏のための無言歌集
- 十七絃独奏の為の六つの前奏曲
- 十七絃独奏の為の前奏曲第二番
- 箏二重奏曲第一番～第二番
- 箏・十七弦二重奏曲「点描」
- 尺八、筝、十七弦による三重奏曲
- 筝四重奏曲第一番
- 尺八、筝、三弦、十七弦の為の四重奏曲第二番
- 四重奏曲第三番
- 尺八、筝、三弦、十七弦の為の四重奏第四番「絹の道」
- 尺八、筝、三弦、十七弦の為の四重奏第五番
- 四重奏曲第六番「ヨセミテ」
- 六面の筝のための追復調
- 十七弦小組曲
- 尺八二重奏曲「合竹の賦」
- 尺八二重奏曲「序破急」
- 尺八三重重奏曲「鏡」
- 尺八二本と十七弦による「水墨」
- 無伴奏尺八組曲第一番～第七番
- 三曲第一番～第七番
- 四つのフューゲッタ
- 声と邦楽器のための組曲「信楽狸」
- 壱越調平調子による三つの練習曲
- 八橋の主題による協奏曲風輪舌
- 組曲「長崎十二景」
- 水戸八景
- 十七絃群のための 桂花
- 遠野
- ゆく秋
- 徳澤
- 版画集Ⅰ～Ⅲ
- 段物くずし
- 万葉調
- 幻筝
- 糸回し
- 神輿
- 葵の詩
- 街の印象
- 火の島
- 五つの抒情
- 更紗
- 端
- 鶴の声
- 亀齢
- 祭礼
- 獅子舞
- 輪音
- 憶
- 望夫石
- 十七絃三重奏曲 春五景
- 三弦独奏曲 間
- 三弦と十七絃のための偶韻
- 三弦二重奏曲 経と緯
- 凹と凸
- 陽と陰
- 尺八と筝群のための協奏曲第十一番（1974年）
- 合奏協奏曲第十二番「ガルーダ」
- 箏とオーケストラのための協奏曲第十四番（1977年）
- 黄道帯
- 胡弓協奏曲第十五番
- 声の為の協奏曲第十六番  (1982年)
- 中国二十一弦箏のための協奏曲第十七番「桃源」  (1982年)
- わらべ唄 (1983年)
- 三重協奏曲第十八番
- 四人の尺八奏者のための音楽（1986年）
- 黄道帯Ⅱ (1988年)
- 機織里～和妙・荒妙（2007年）
- オロチ（2008年）

### 舞台音楽
- なよたけ
- 楊貴妃
- 夕鶴

### 映画音楽
- 天守物語（坂東玉三郎監督、1995年）

## 著書
- 『私の半生記』砂子屋書房、1983年